# Erre (Francia)
Erre è un comune francese di 1 435 abitanti situato nel dipartimento del Nord nella regione dell'Alta Francia.

## Società

### Evoluzione demografica
Abitanti censiti